# Winfried Kaballo
Winfried Kaballo (* 24. April 1952 in Koblenz-Horchheim) ist ein deutscher Mathematiker und Hochschullehrer an der Technischen Universität Dortmund.
Sein Mathematikstudium (mit Nebenfach Physik) begann er 1969 an den Universitäten Mainz und Kaiserslautern. Von 1973 bis 1977 war er wissenschaftlicher Mitarbeiter an der Universität Kaiserslautern. 1974 erlangte er dort die Promotion. Drei Jahre später habilitierte er sich mit nur 25 Jahren ebenfalls an der Universität Kaiserslautern. Im gleichen Jahr nahm er eine Stelle an der Universität Dortmund an und hat dort seit 1979 eine Professur inne. Von 1985 bis 1989 war Winfried Kaballo Gastprofessor an der University of the Philippines.
Winfried Kaballo beschäftigt sich mit Operatortheorie und Funktionalanalysis.

## Veröffentlichungen
- Einführung in die Analysis. Spektrum Verlag, Heidelberg, 2000, 3 Bände
- Grundkurs Funktionalanalysis. Spektrum Verlag, Heidelberg, 2011, ISBN 978-3-8274-2149-4
- Aufbaukurs Funktionalanalysis und Operatortheorie. Springer Spektrum Verlag, Heidelberg, 2013, ISBN 978-3642377938